# Gaetano Capasso
Gaetano Capasso (Cardito, 8 aprile 1927 – Cardito, 29 giugno 1998) è stato un religioso, scrittore e intellettuale italiano.
Uomo di religione ma anche storico e letterato, è ricordato per le sue numerose collaborazioni intraprese negli anni cinquanta a riviste letterarie cattoliche e a fogli politici.
In chiave biografica, va sottolineata in particolare la sua attività apologetica e di agiografo concretizzata particolarmente nella collaborazione alla rivista Palestra del Clero. Scrisse anche per il Quotidiano nelle edizioni di Napoli e Roma e, sempre negli anni cinquanta, collaborò al settimanale politico romano Realtà politica.
È stato curatore della Nuova collana di storia napoletana e fondatore della casa editrice Athena mediterranea, specializzata nella pubblicazione di ricerche storiche locali.
In suo ricordo viene assegnato il premio Ad Haustum Doctrinarum riservato a personalità che si siano distinte per la loro attività nel mondo della scuola ed in quello del teatro.

## Biografia
Primo di quattro figli, nato in una famiglia contadina da Carmine e Giuseppina Gallo, il Capasso era stato avviato allo studio in seminario dallo zio sacerdote don Gaetano Buonomo. Ad Aversa prima e a Salerno poi, ebbe come insegnanti il canonico Savarese, poi vescovo di Vallo della Lucania, Lorenzo Gargiulo, poi arcivescovo di Gaeta, Arrigo Pintonello, poi ordinario castrense (militare), Raffaele Calabria, arcivescovo di Otranto, poi arcivescovo metropolita di Benevento, Vincenzo De Chiara, poi vescovo di Mileto. Fu ordinato sacerdote nell'anno santo 1950 nella chiesa cattedrale di San Paolo in Aversa.
Nel 1951 dette vita, presso la casa editrice Istituto della Stampa, ad una collana di studi filosofici religiosi, fondando con Domenico Auletta una rivista per il clero italiano chiamata Xhristus, della quale fu curatore e segretario di redazione per un anno, passando, successivamente, all'edizione Presbyterium di Padova e Napoli. Nel settembre 1952, sempre con Auletta, fu organizzatore del 20º convegno dei sacerdoti scrittori.
Nel 1953 fondò la casa editrice e la rivista omonima La Fiaccola. Collaborò anche con la Palestra del Clero e con il settimanale napoletano La Croce. Studioso di storia patria, è stato autore di numerosi libri sulla città di Afragola, alla quale si sentiva profondamente legato. In onore al suo considerarsi cittadino onorario di Afragola, nel 2008 l'amministrazione comunale ha voluto intitolargli una strada. Così anche l'amministrazione comunale di Cardito ha voluto dedicare una strada nel parco slai allo scrittore. 
Il Capasso aveva iniziato il suo apostolato parrocchiale e culturale nelle ACLI nel 1950. Nominato nel 1951 vicario parrocchiale nella parrocchia di San Pietro Apostolo in Caivano fino al 1959 coadiuvando al parroco monsignor Mugione; nel 1957 fu nominato prelato d'onore di Sua Santità (Monsignore) da monsignor Aniello Calcara, nato a Marcianise, in provincia di Caserta, ma arcivescovo di Cosenza; onorificenza pontificia che egli rigettò energicamente, non ritirandola mai. Poi a Roma per circa 10 anni segretario particolare di monsignor Arrigo Pintonelli all'ordinariato militare, dove perfezionò i suoi studi; infine coprì l'incarico di rettore della chiesa della Madonna della Grazie in Cardito; terminando, poi come vicario parrocchiale presso la parrocchia dei Santi Giuseppe ed Eufemia in Carditello. Istituì, accanto alla scuola del catechismo per analfabeti e giovani, un movimento per la diffusione di un periodico settimanale. Sempre a Cardito si fece promotore di una scuola materna nella quale, nel 1955, accolse oltre un centinaio di bambini di umili origini, per educarli e dare loro i primi rudimenti scolastici. Contestualmente, istituì a Cardito una biblioteca religiosa popolare che oggi è a lui intitolata.
Dal 1954 docente di religione alle scuole medie di Caivano, il 6 febbraio 1956 il direttore generale delle Accademie e delle Biblioteche lo nominava ispettore onorario bibliografico. Nello stesso anno fu chiamato alla collaborazione dei quotidiani napoletani Il Mattino d'Italia e il Mezzogiorno.
Interessato ai contenuti formali e filosofici della poesia, nel 1990 pubblicava una corposa antologia dal titolo Poesia contemporanea (edizioni Anselmi - Marigliano, Napoli).
In questa opera il Capasso evidenziava le sue grandi capacità di critico letterario e nello stesso tempo il suo impegno sociale che si estrinsecava, anche, nella capacità, di recepire e sviluppare significativi messaggi di protesta.

## Opere
Questi i titoli di alcuni dei libri pubblicati da Capasso:
- Afragola, dieci secoli di storia comunale, aspetti e problemi, Napoli, Athena Mediterranea, 1956
- Cultura e religiosità ad Aversa nei secoli XVIII-XIX-XX, Napoli, Athena Mediterranea, 1968
- Ricordo di Luigi Vanvitelli nel 2. centenario della morte, Napoli, Athena Mediterranea, 1973
- Afragola, origine, vicende e sviluppo di un casale napoletano, Napoli, Athena mediterranea, 1974
- Casoria: panoramica storica dalle antichissime origini all'età moderna, nella Nuova collana di storia napoletana, Napoli, A.G.E.V., 1983
- 50 anni di devozione a Sant'Anna di Caserta, nella Nuova collana di storia napoletana, Napoli, A.G.E.V., 1984
- Il paese delle fragole, storia, tradizioni e immagini di Afragola, Napoli, Nuove edizioni, 1987
- Poesia contemporanea - voci testimonianze e figure - Edizioni I.L.T Anselmi - Marigliano (Napoli), 1990

" Il pensiero filosofico di mons. Aniello Calcara".
- Gaetano Capasso,San Biagio V. e M.Patrono di Cardito. Tipo-litografica " Anselmi " Marigliano Napoli 1986.
- "Madre Cristina Brando".
- "Padre Ludovico da Casoria".